# 三宅総広
三宅 総広（みやけ ふさひろ、? - 1555年?）は、戦国時代の武将。能登畠山氏の家臣。三宅俊長（としなが）の子。詳しい生年は不明であるが、諱の「総」の字からして畠山義総の代からの家臣とみられる。
畠山七人衆の一人であり、家中では温井総貞とともに権力を握っていた。天文22年（1553年）の温井氏と遊佐氏の権力闘争では温井氏に味方し勝利する。しかし、総貞が畠山義綱（義総の子）に殺害されると、その子・温井続宗の反乱に加勢、加賀の一向一揆衆を扇動して、弘治元年（1555年）の弘治の内乱を起こすが、大将畠山晴俊・続宗らとともに戦死したとされる。跡目は温井続宗の子である三宅長盛が総広の養子という形で継承した。